# Floirac (Gironde)
Floirac ist eine französische Stadt mit 17.939 Einwohnern (Stand 1. Januar 2022) im Département Gironde in der Region Nouvelle-Aquitaine. Die Stadt liegt im Arrondissement Bordeaux und gehört zum Kanton Cenon.
Floirac liegt im östlichen Vorortbereich von Bordeaux östlich der Garonne. Die Gemeinde wird durch Buslinien der TBC erschlossen und ist Endstation der Straßenbahnlinie „A“.
Auf dem Gemeindegebiet befindet sich das Observatorium von Bordeaux.

## Bevölkerungsentwicklung
| Jahr                      | 1962 | 1968 | 1975   | 1982   | 1990   | 1999   | 2011   | 2016   |
| Einwohner                 | 8196 | 8241 | 12.040 | 14.477 | 16.834 | 16.157 | 16.522 | 17.182 |
| Quelle: Cassini und INSEE |      |      |        |        |        |        |        |        |

## Persönlichkeiten
- Alain Castet (* 1950), römisch-katholischer Geistlicher, emeritierter Bischof von Luçon

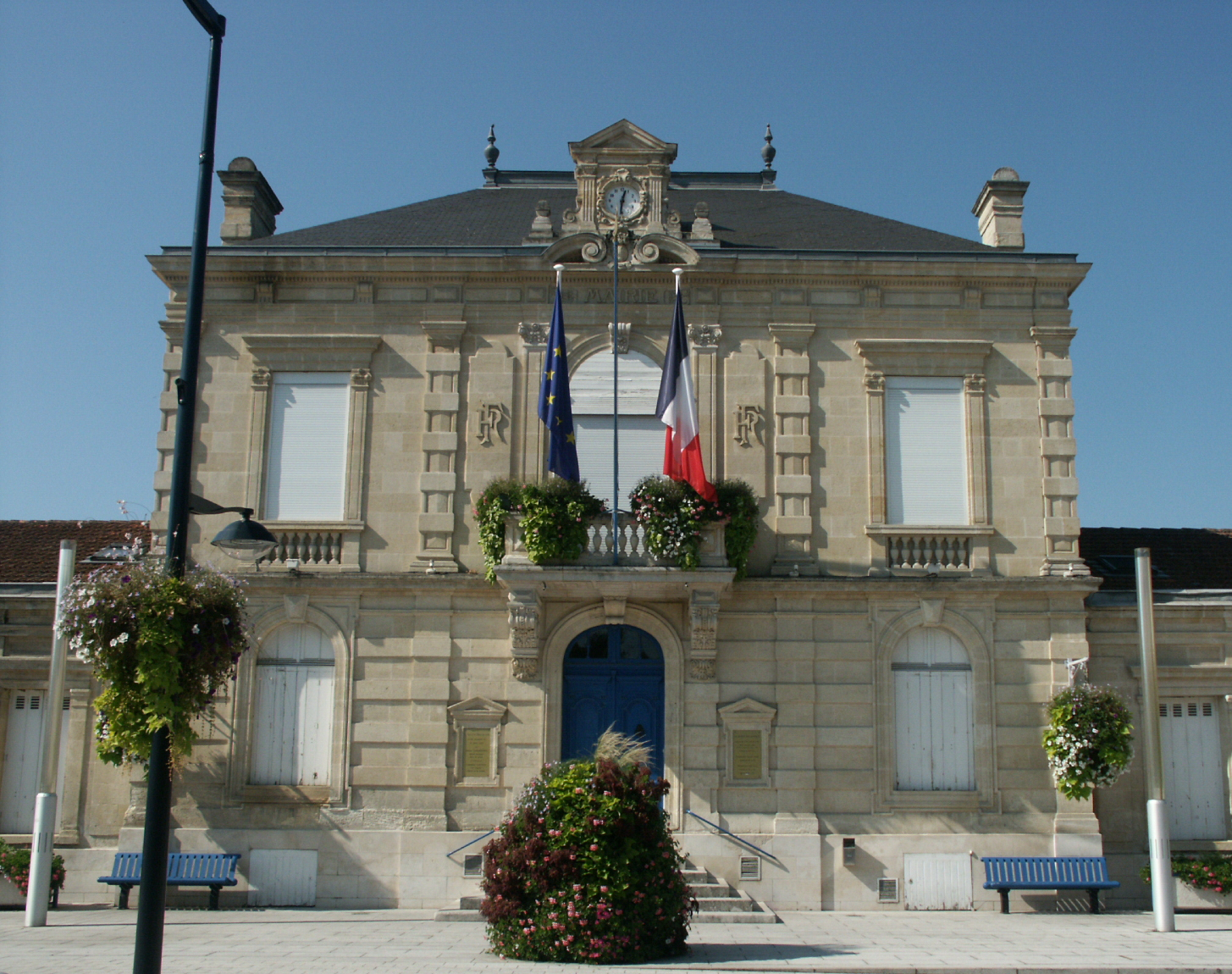
In Floirac war Gaston Cabannes (1882–1950), Abgeordneter und Vichy-Gegner, von 1931 bis 1949 Bürgermeister.
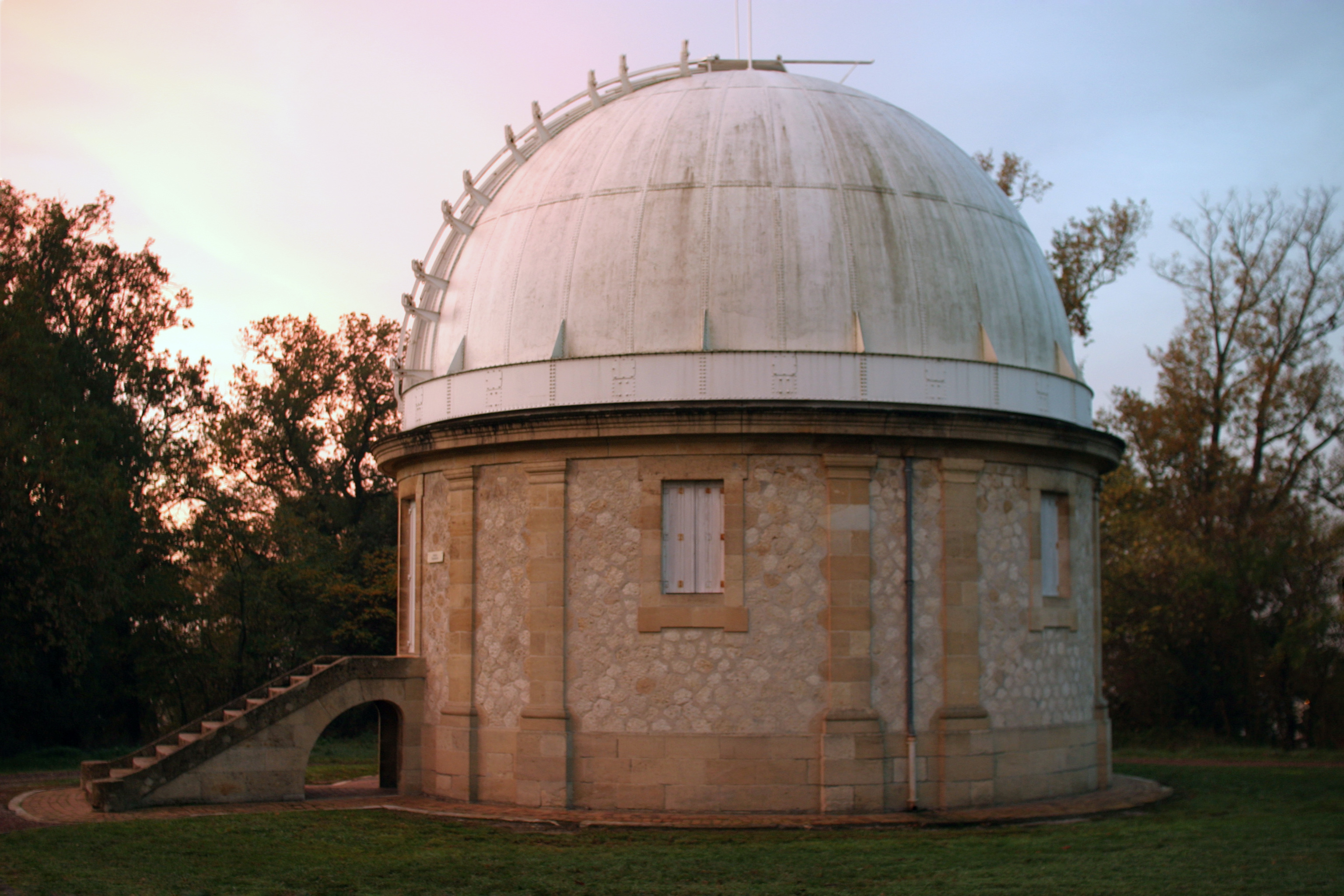
Observatorium von Bordeaux in Floirac
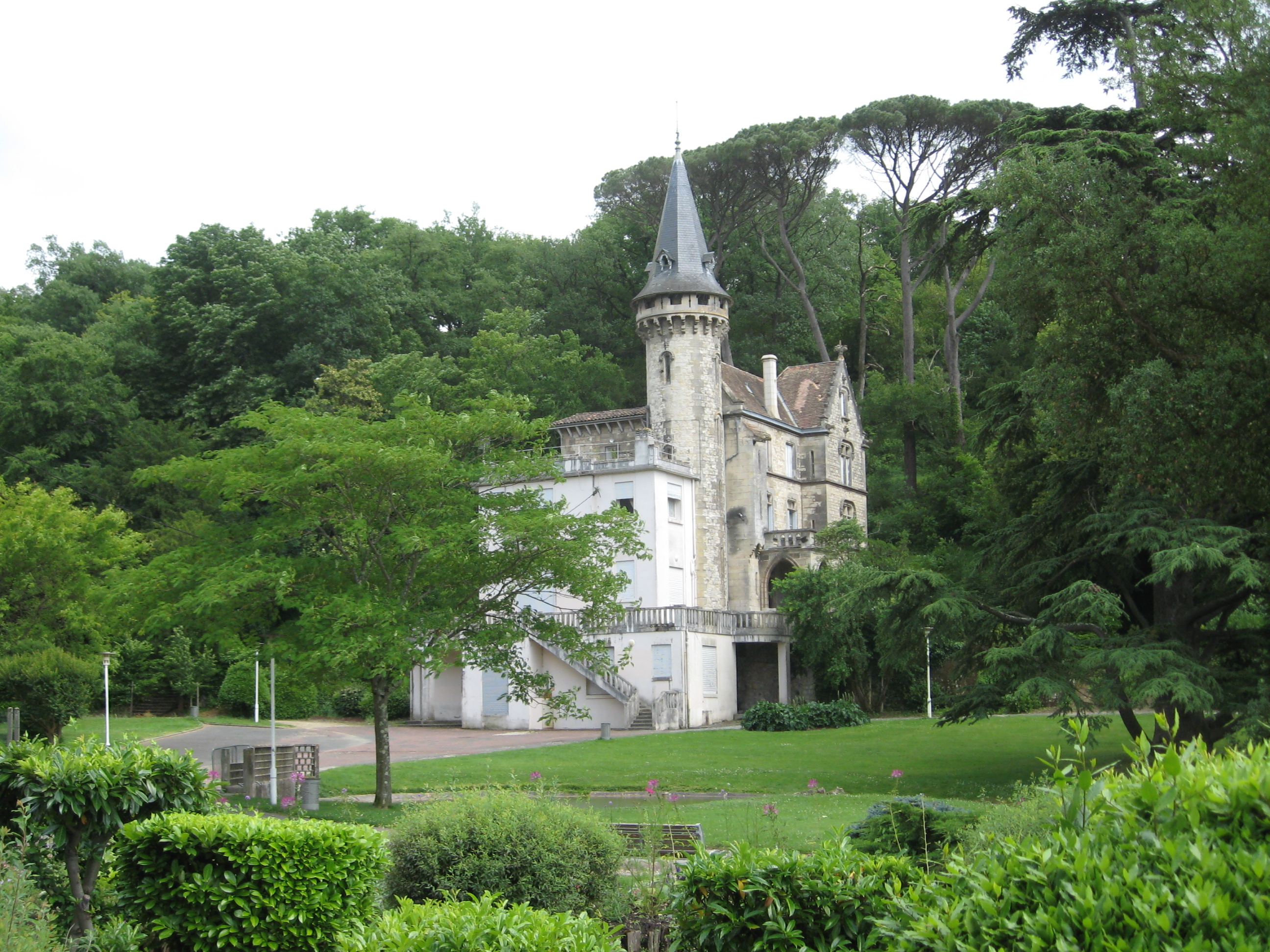
Parc du Castel